# Wouter Walgemoed
Wouter Walgemoed is een Nederlandse nieuwslezer en journalist. 
Hij is als sidekick en nieuwslezer te horen in het NOS Radio 1 Journaal op NPO Radio 1. Daarvoor las hij het nieuws op onder andere NPO Radio 2.

## Biografie
Walgemoed maakte zijn eerste radioprogramma's op zolder van zijn ouderlijke huis. In Zwolle volgde hij de opleiding Journalistiek op Hogeschool Windesheim. 
In 2009 kwam hij bij de NOS terecht, waar hij als nieuwslezer te horen was op NPO 3FM. Later presenteerde hij ook de algemene bulletins op alle publieke radiozenders. Hij was vaak op NPO Radio 2 te horen in de weekenden. En hij presenteerde meerdere jaren bulletins tijdens de Top 2000. 
Sinds januari 2022 is Walgemoed vaste nieuwslezer van het NOS Radio 1 Journaal. Hij leest elk kwartier een bulletin en fungeert als co-host van presentatrice Astrid Kersseboom.